# Élasticité énergétique
L'élasticité énergétique est le rapport de la variation de l'énergie consommée sur la variation du produit intérieur brut (PIB) pour un pays et une période donnés. C'est un indicateur  économique en relation avec l'intensité énergétique.

## Définition
Appliquée à la formule générale de l'élasticité, on a la variable {\displaystyle y\,\!} qui représente l'énergie consommée et la variable {\displaystyle x\,\!}, le PIB :
{\displaystyle E={\frac {\frac {\Delta (y)}{y}}{\frac {\Delta (x)}{x}}}}
La croissance {\displaystyle c} s'écrit {\displaystyle c={\frac {\Delta (x)}{x}}}
Il en ressort que {\displaystyle {\frac {\Delta (y)}{y}}=E\cdot c}

## Exemples
Si pour un pays donné, l'élasticité énergétique est inférieure à 1, alors cela veut dire que son économie devient plus efficace du point de vue de l'intensité énergétique en période de croissance — on parle de découplage relatif —. Si l'élasticité est négative, la croissance s'accompagne d'une baisse absolue de la consommation d'énergie — on parle de découplage absolu —. L'élasticité énergétique peut être supérieure à 1, lorsque la consommation d'énergie croît plus vite que le PIB, et il n'y a pas découplage.
- L'Inde en 2005 avait une élasticité de 0,8 pour une croissance de 7 à 8 % du PIB. Sa politique énergétique intégrée prévoyait une réduction à 0,75 pour 2011 et à 0,67 pour 2021-2022[1]. En 2007, l'ambassadeur indien à l'ONU a informé le conseil de sécurité que son PIB augmentait de 8 %, pendant que sa consommation d'énergie primaire affichait une croissance de seulement 3,7 %[2], notant l'indépendance accrue de la croissance économique vis-à-vis l'énergie[3].
- En 2004, l'élasticité énergétique de la Chine a dépassé 1,5, alors qu'elle se situait auparavant au-dessous de 1, mais de nombreux analystes remettent en question la qualité des données[4].